# 완주소방서
완주소방서는 전북특별자치도 소방본부 예하의 소방서이다. 대한민국 전북특별자치도 완주군을 관할한다.